# Machaholalu, Krishnarajpet
Machaholalu là một làng thuộc tehsil Krishnarajpet, huyện Mandya, bang Karnataka, Ấn Độ.